# Comuna Luka, Horodenka
Luka (în ucraineană Лука) este o comună în raionul Horodenka, regiunea Ivano-Frankivsk, Ucraina, formată din satele Luka (reședința), Monastîrok și Unij.

## Demografie
Componența lingvistică a comunei Luka
     Ucraineană (99,64%)
     Alte limbi (0,36%)
Conform recensământului din 2001, majoritatea populației comunei Luka era vorbitoare de ucraineană (99,64%), existând în minoritate și vorbitori de alte limbi.